# Wœrth
Wœrth es una localidad y comuna francesa, situada en el departamento de Bajo Rin en la región de Alsacia.
La comuna se ubica en los límites  del Parque natural regional de los Vosgos del Norte, en la frontera con Alemania.

## Historia
- Batalla de Frœschwiller-Wœrth (6 de agosto de 1870)

## Demografía
| 1335 | 1475 | 1741 | 1710 | 1626 | 1670 |
| Para los censos de 1962 a 1999 la población legal corresponde a la población sin duplicidades (Fuente: INSEE [Consultar]) |      |      |      |      |      |

## Patrimonio
- Museo de la batalla de Woerth